# كاساندرا (مسلسل)
كاساندرا هو مسلسل تلفزيوني فنزويلي من تأليف ديليا فيالو وإنتاج تلفزيون آر سي، تدور القصة حول امرأة شابة تدعى كاساندرا نشأت في سيرك متنقل بين العديد من الغجر معتقدة أنها واحدة منهم دون أن تعلم أنها في الواقع حفيدة مالك أرض ثري وتقع في حب ابن زوجته بشدة. يبلغ هذا الحب ذروته عندما يكتشف كل من حول كاساندرا أسرارًا خفية تسبب معاناة كبيرة لها.
استمر عرض مسلسل كاساندرا لمدة 150 حلقة بين أكتوبر 1992 ومايو 1993، وحقق نجاحًا عالميًا خارج فنزويلا. كان ناجحًا للغاية في بثه اللاحق، وخاصة في الولايات المتحدة ورومانيا واليونان وإيطاليا وروسيا ودول الكتلة الشرقية السابقة ويوغوسلافيا السابقة وبلغاريا، بالإضافة إلى الشرق الأوسط وجنوب آسيا وشرق آسيا. في عام 2008، أعيد إنتاج العرض أيضًا في روسيا باسم Принцесса цирка (أميرة السيرك).
أدى كورايما توريس وأوزفالدو ريوس وهنري سوتو دور البطولة، بينما ظهر نوري فلوريس وألكسندر ميليك ولولي سانشيز وإيريكا ميدينا وأوزفالدو ريوس كخصوم.

## القصة
منذ 20 عاماً وصل السيرك إلى مدينة على أطراف العاصمة الفنزولية  كراكاس وبعدها بقليل توفّيت (أندرينا أروشا) ابنة مالك أراضي غني وهي تلد طفلتها بسبب مرض عضال. (هيرمينيا) زوجة والدها وهي امرأة طموحة عديمة الضمير اكتشفت أنه في خيمة الغجر امرأة توفيت بعد أن أنجبت طفلة ولدت ميتة أيضاً. (هيرمينيا)، التي لديها ولدين توأم من زواج سابق وتريد أن يرثا كل شيء قامت بخطة شيطانية. في ليلة سوداء غاب فيها ضوء القمر وبمساعدة خادمها المخلص قامت بتبديل الطفلتين.
جثة الطفلة الغجرية وُضِعت على السرير في منزل عائلة (أروشا) وطفلة (أندرينا) غادرت اليوم التالي مع السيرك. وبعد مرور الأعوام عاد السيرك إلى المدينة والطفلة (كاساندرا) أصبحت شابة جميلة مرتبطة بالزواج في المستقبل من (راندو) رئيس الغجر ورامي الخناجر في السيرك الرجل الوسيم. وعند وصول السيرك إلى المدينة وأثناء رقصها مع (راندو) التقت عينيها بعيني (لويس دافيد) وتبادلا نظرات الإعجاب. هو أحد ابني (هيرمينيا) التوأم. لاحقاً تحدثا تحت النجوم وفي قمة الجبل والسيول السحرية بينهما.
لكن (لويس دافيد) ترك المدينة بشكل مفاجئ والذي حصل هو أن أخاه التوأم (إغناسيو) اكتشف أن (كاساندرا) هي الوريثة الوحيدة لثروة (أروشا) ودبّر الأمر ليتزوجها. ونجح بذلك، لكن في ليلة الزفاف قُتل بظروف غامضة بعد أن اكتشفت (كاساندرا) السبب الحقيقي لزواجه منها. لكنها كانت تجهل موته فعادت إلى المدينة لكن (لويس دافيد) عاد منتحلاً شخصية أخيه ليكتشف من هو القاتل الحقيقي وأقسم على الانتقام من القاتل أمام جثة أخيه. وقد كانت جميع الأدلة تدين الأرملة الشابة (كاساندرا) لكن هل يفي (لويس دافيد) بوعده لأخيه ويتهمها بعد أن يكتشف أنها حبه الحقيقي والوحيد.
بعد عودته ينتحل شخصية أخيه منتهزاً فرصة غياب والدته في رحلة لأنها الوحيدة التي تستطيع التفريق بينهما ويقعان في الحب من جديد ومع مرور أحداث المسلسل يكتشف الجميع أن (إزابيل) هي الابنة الحقيقية لـ(إغناسيو) وتطالب بحقوقها لكن (دون ألفونسو) يقرر الاعتراف بحفيدته وفي ذلك اليوم تعود (هيرمينيا) وتلاحظ الفرق تسأل عن ابنها (إغناسيو) ويكتشف الجميع موته وتقوم الخادمة (روزاورا) باتهام (كاساندرا) الحامل من (إغناسيو) ولا يستطيع (لويس دافيد) إنكار ذلك ويعترف بأن جميع الأدلة تدينها فيقع الجد مصاباً بالشلل وتقوم (هيرمينيا) بطرد (كاساندرا) وجدتها وخالتها من المنزل ويذهبون إلى منزل المحامي (مانريكي) الذي يعد بمساعدتها. (هيرمينيا) تتهم (كاساندرا) بقتل إبنها عند الشرطة فتدخل الحسناء الجميلة السجن مُعتقدة أن (لويس دافيد) هو من أدانها ويذهب لزيارتها فتعترف له كاذبة بأنها هي من قتل أخيه لتعذبه. بعدها تلد (كاساندرا) طفلاً مريضاً وتخرج من السجن بكفالة دفعها الغجري (راندو) بعد أن أصبح ثرياً ومالك الفندق في البلدة.
(لويس دافيد) يهرب مع (كاساندرا) لأنه يريد إنقاذها من الدخول إلى السجن وفي تلك الرحلة مات طفلها وقررا العودة. واتهمته بموت طفلها وأثناء المحاكمة بدأت بإثارة غيرته مع مغني جاء للبلدة لكن (لويس دافيد) يخبره الحقيقية بأنه يعشقها حدّ الجنون فيقرر الفنّان السفر وتركها. في الأثناء يُصاب المحامي (مانريكي) بحادث ولا يتمكن من المشي لكنه مع ذلك يستمر في الدفاع عنها. أمّا الجد (ألفونسو) فيتمكن قبل أن يموت من كتابة رسالة يعترف فيها بحفيدته الحقيقية ويسلمها للخادم والد (روزاورا) وفي المحاكمة يعترف (لويس دافيد) بقتله لأخيه لينقذ (كاساندرا) من دخول السجن.
تقرر (كاساندرا) الزواج من محامي الدفاع لكن (لويس دافيد) يهرب من السجن ويهدد الجميع بمسدس في الحفل ويتزوج من (كاساندرا) لكن قبل خروجهما يطعنه (راندو) بخنجر في ذراعه ويذهبان إلى جزيرة ويصاب بحمى فتسمعه (كاساندرا) يعترف بأنه اعترف بالذنب لينقذها. يصل الغجري (راندو) ويتشاجر مع (لويس دافيد) لكن (كاساندرا) تدافع عنه وتعلم (راندو) بأنّها أصبحت ملكا لـ(لويس دافيد). بعدها تصل الشرطة وتعود هي إلى عائلتها ويدخل (لويس دافيد) المستشفى وبعدها يعود للسجن وتحاول (كاساندرا) مساعدته وتذهب إلى والدته فتقوم هذه الأخيرة بطردها أما الخادم فيضع رسالة جدها في حقيبتها. وفي المحاكمة يصل (راندو) مع (غالونغا) رجل جاهل كان يعمل لحساب (إغناسيو) ويعرف أن القاتل الحقيقي هي (روزاورا).
وفي منزل (أروشا) تستمع إزابيل «شابيلا» إلى حديث بين والدتها وجدها وتعترف (روزاورا) بأنها القاتلة الحقيقية لـ(إغناسيو) فتخبر جدتها (هيرمينيا) فتتشاجر مع (روزاورا) التي تدفعها وتقع ويصطدم رأسها وتدخل المستشفى. وفي المحاكمة تصل (كاساندرا) برسالة جدها التي يعترف فيها بأنها حفيدته الحقيقية ويوصي بثروته لها ويذكر فيها أيضاً أنه وفي ليلة زفاف (كاساندرا) و(إغناسيو) رأى الخادمة (روزاورا) تعود وهي مبللة من المطر فأدرك أنها لم تكن مريضة كما كانت تدعي وأنه بعد أن اكتشف علاقتها ب (إغناسيو) أدرك أنها في تلك الليلة عادت بعد أن قتلته. أُصيبت (روزاورا) التّي كانت في المحكمة وفتها كشاهدة بالخوف وأمسكت مسدساً في القاعة وقامت بتهديد (كاساندرا) به واعترفت بأنها قتلت (إغناسيو) وأطلقت النار على (كاساندرا) لكن الغجري (راندو) وقف بينهما واُصيب بالرصاصة ومات.
أما (هيرمينيا) فاعترفت قبل موتها بأن (كاساندرا) هي حفيدة زوجها وأنها استبدلت الطفلتين وطلبت السماح وماتت.
أمّا بالنسبة لـ(روزاورا) حُكم عليها بالسجن لقتلها (إغناسيو) و(راندو) و(هيرمينيا).
في النهاية تزوجت (كاساندرا) و(لويس دافيد) وبزواج (خيما) و(روبيرتو) واحتفلوا في الفندق بحضور الجميع وذهبا إلى الجزيرة في النهاية.

## أبطال المسلسل
- كورايما توريس بدور (كاساندرا أروشا كونتريراس) : الشابة الجميلة الرقيقة التي تصاب بخيبة أمل ليلة زفافها لاعتقادها بأن الرجل الذي أحبته قام بخداعها غير مُدركة أنه رجل مختلف.
- أوسفالدو ريوس بدور (لويس دافيد كونتريراس) : رجل نبيل طيب يحب عمله ومجتهد يعتمدعلى نفسه ولا يهتم بالمال وقع في حب (كاساندرا) من النظرة الأولى لكنه تركها ورحل لأنه لا يريد أن يسبب لها الألم ويبعدها عن قبيلتها.
- أوسفالدو ريوس بدور إغناسيو كونتريراس: رجل كسول وأناني بدون مشاعر يهتم بالمظاهر وبالنقود كان مريضاً منذ صغره لهذا اعتنت به والدته وأبعدت أخيه الآخر ووضعته في مدرسة داخلية تزوج من (كاساندرا) لأنه اكتشف أنها الوريثة الوحيدة لثروة (أروشا).
- هنري سوتو بدور (راندو) : رئيس الغجر رجل قوي يحب (كاساندرا) ويحاول المستحيل للزواج منها لكن في النهاية يتركها لتعود إلى عائلتها وجدها.

## باقي الشخصيات
- Raúl Xiques بدور ( دون ألفونسو أروشا ) : جد (كاساندرا) رجل طيب وعادل لكنه ضعيف الشخصية ويسمح لزوجته بالسيطرة عليه يحب إبني زوجته خصوصاً (لويس دافيد) لأن والدته لم تهتم به وأهملته.
- Nury Flores بدور ( هيرمينيا أروشا ) : امرأة طموحة بدون ضمير همها الوحيد ابنها (إغناسيو) تضحي بكل شيء حتى بإبنها الآخر (لويس دافيد) في سبيل نزوات وطموح ابنها الطموح (إغناسيو).
- Esperanza Magaz بدور ( دوريندا ) : الجدة الغجرية تربي (كاساندرا) منذ صغرها وتحبها كما لو كانت جدتها الحقيقية امرأة قاسية وتريد وحدة القبيلة.
- Carlos Arreaza بدور ( توماس ) : المهرج في السيرك رجل صادق ويحب (كاساندرا) في صمت لكنها تعتبره أخاً لها.
- Loly Sánchez بدور ( روزاورا ) : الخادمة الشريرة كانت على علاقة بـ(إغناسيو) في شبابه وأنجبت منه طفلة لم يعترف بها وعاشت في المنزل وكأنها لقيطة وهي قاتلة (إغناسيو) الحقيقية.
- Verónica Cortés بدور ( ياريتزا ) : غجرية جميلة تحب (راندو) رئيس الغجر لكنه لم يبادلها المشاعر وقلبها مليء بالحسد والغيرة على (كاساندرا).
- Cecilia Villarreal بدور ( خيما ) : امرأة طيبة ورقيقة أخت زوجة (ألفونسو) السابقة وخالة (أندرينا) والدة (كاساندرا) تعيش في منزل (أروشا) لأنها وحيدة وليس لديها عائلة.
- Roberto Moll بدور ( Lic. مانريكي ألونسو ) : المحامي الذي يقع في حب (كاساندرا) ويتولى الدفاع عنها.
- Manuel Escolano بدور ( د. روبيرتو ألونسو ) : طبيب جاد في عمله أخو المحامي (مانريكي) وزوج (أوفيليا) الذي تركها لكنه يقع في حب (خيما).
- Hylenne Rodríguez بدور ( ليليا روزا ) : ابنة (أوفيليا) المقعدة وتعيش في عالم من الأحلام.
- Rafael Romero بدور ( غلينكا ) : بدور الغجري العازف على الكمان يقع في حب (ليليا روزا).
- Iván Tamayo بدور ( هكتور ) : صديق (لويس دافيد) المخلص.

## أغنية المسلسل
| النسخة الأصلية - أداها المغني: Jose Antonio Bordell Espiritu del vientoHija de la lunaAmante solitariaQue grita en el silencioBagando el sentimientoEl soledadHalo de misterioSabajes tu bellesaFantasmas del caminoAdoptan tu existenciaGitana, gitanaKassandraAmor verdeEres para miKassandraLa fuerza de mi rastraLucha por tiKassandraAccestos del pasadoNuestros cuerposLos brujos y echicerosEl destinoEntregame tu almaLa sangre de mis venasQue ulle como lagaPor nuestro amor | النسخة العربية - أدتها المغنية: كارول صقر بسمة الأياّمشفاهك و عيونكنعمة الأحلامجنونكلترسمي أسراركنجمة جديدةلتكتبي أيامك البعيدةكســانـدراربيع العمر أغناه هواناكســانـدرافهذا شوق في العينين وأحياناكســانـدراازرعي وعداً واقطفي الأمانو الحنان |

## وصلات خارجية
- كاساندرا على موقع IMDb (الإنجليزية)
- كاساندرا على موقع فيلمافينيتي (الإسبانية)
- كاساندرا على موقع كينوبويسك (الروسية)
- كاساندرا على موقع قاعدة بيانات الفيلم (الإنجليزية)

- طاقم عمل مسلسل كاساندرا.
- صفحة مسلسل كاساندرا على موقع IMDb.
- قصّة مسلسل كاساندرا.